# Teatro del Odéon

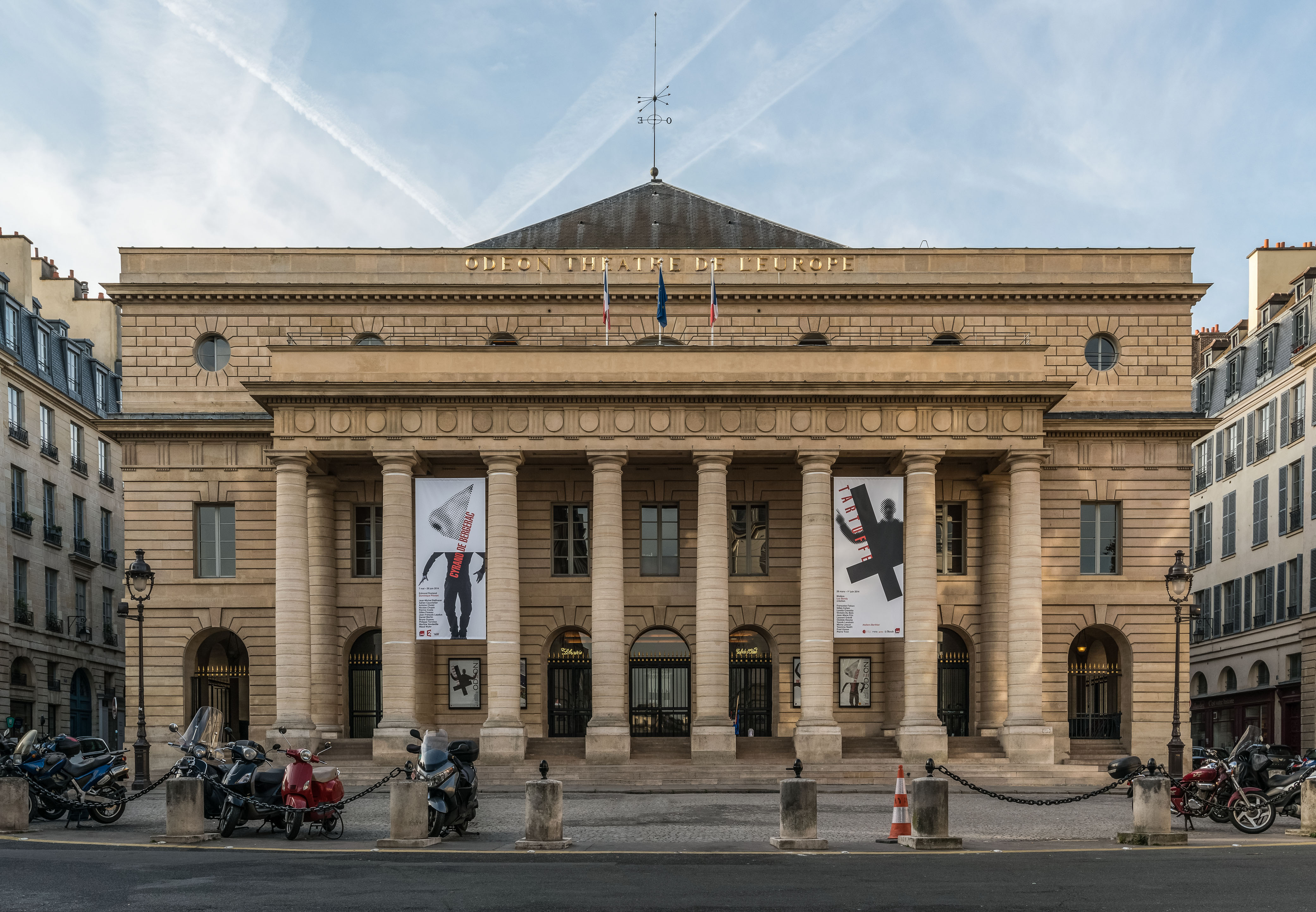
Fachada del Teatro del Odéon, París.

El Teatro del Odéon (del francés: Théâtre de l'Odéon u Odéon–Théâtre de l'Europe) de París es uno de los seis teatros nacionales de Francia. Está ubicado en el VI Distrito de París, en la ribera izquierda del río Sena, cercano a los Jardines del Luxemburgo. Fue construido entre 1779 y 1782 en los jardines del antiguo Hôtel de Condé con un estilo neoclásico y diseñado por Charles De Wailly y Marie-Joseph Peyre. Su destino inicial era ser la sala de la Comédie Française, la que, sin embargo, prefirió continuar utilizando el Théâtre-Français del Palais Royal.
Fue inaugurado por María Antonieta de Austria el 9 de abril de 1782. Dos años más tarde, el 27 de abril de 1784, se estrenó en el Teatro del Odéon la ópera bufa Las bodas de Fígaro, de Pierre-Augustin de Beaumarchais. En 1990 al teatro se le dio el sobrenombre de Théâtre de l'Europe. Forma parte de la Unión de Teatros de Europa.